# 12143 Harwit
12143 Harwit è un asteroide della fascia principale. Scoperto nel 1960, presenta un'orbita caratterizzata da un semiasse maggiore pari a 2,3303788 UA e da un'eccentricità di 0,0465035, inclinata di 7,20897° rispetto all'eclittica.